# Ritsu Dōan
Ritsu Dōan (堂安 律?, Dōan Ritsu; Hyōgo, 16 giugno 1998) è un calciatore giapponese, ala o centrocampista dell'Eintracht Francoforte e della nazionale giapponese, con cui è diventato vicecampione d'Asia nel 2019.
Nel 2015 è stato inserito nella lista dei migliori cinquanta calciatori nati nel 1998 stilata dal giornale The Guardian.

## Caratteristiche tecniche
Giocatore talentuoso, mancino, può fare sia il centrocampista che l'attaccante esterno, preferisce partire da destra, accentrandosi dietro le punte all'occorrenza. Oltre che per le sue abilità di finalizzazione, in attacco è pericoloso anche per le sue buone capacità in fase di passaggio. Le qualità tecniche unite ad una rapidità nel breve inconsueta per la sua età lo rendono uno dei calciatori più interessanti del panorama giapponese.

## Carriera

### Club

#### Gamba Osaka
Ritsu Dōan inizia la carriera nelle giovanili del Gamba Osaka, con la cui squadra Under-15 vince nel 2012 un torneo organizzato a Sakai (J-GREEN Sakai), battendo in finale la formazione giovanile dell'Omiya Ardija per 4-2.
Nel 2015 è promosso assieme a Shōta Yomesaka, Naoya Senoo, Sō Hirao e Mizuki Hayashi in prima squadra. Il 27 maggio 2015, contro il Seul, debutta nella prima squadra del Gamba Osaka a soli 16 anni e 344 giorni, nella partita di ritorno degli ottavi di finale di AFC Champions League. In quella partita Dōan gioca solo 2 minuti, entrando in campo al posto di Hiroyuki Abe sulla fascia destra; l'incontro termina 3-2 per i giapponesi. Il 3 giugno 2015 debutta in campionato contro il Kashima Antlers, entrando al posto di Shū Kurata nel 92º minuto. Fino al 2016 gioca nella J3 League con il Gamba Osaka under-23 e il 21 aprile 2017, all'età di 18 anni, segna una doppietta contro l'Omiya Ardija vincendo per 6-0, mentre quattro giorni dopo segna un gol dalla distanza in una partita della fase a gironi di AFC Champions League contro l'Adelaide Utd pareggiando 3-3.

#### Groningen
Nel giugno 2017 è prelevato in prestito con diritto di riscatto dal Groningen, compagine della Eredivisie con cui firma un contratto triennale; nella sua prima stagione segnerà nove reti, ad esempio nelle vittorie contro Excelsior e Sparta Rotterdam (4-0 contro entrambe), o vincendo per 3-0 contro il Den Haag, o battendo per 2-1 il Roda JC Kerkrade col suo ottavo gol stagionale ed eguagliando così il numero di gol messi a segno dal giovane Arjen Robben ai tempi della sua militanza nel Groningen. Il 23 aprile 2018 il club olandese esercita il diritto di riscatto, che determina l'acquisto del calciatore a titolo definito il 1º luglio seguente. Nella stagione successiva mette a segno cinque reti nelle vittorie contro Fortuna Sittard (3-0), NAC Breda (5-2) e SC Heerenveen (2-0)

#### PSV e Arminia Bielefeld
Il 28 agosto 2019 viene acquistato dal PSV Eindhoven per 10 milioni di euro complessivi, firmando un contratto di 5 anni. Segna due reti nella prima metà del campionato: il primo gol nella vittoria 4-0 contro il PEC Zwolle e il secondo nella vittoria contro il Fortuna Sittard per 5-0. Il 5 settembre 2020 viene ceduto in prestito all'Arminia Bielefeld. Sarà l'uomo partita nella vittoria per 2-1 contro il Mainz con un gol e un assist vincente, sarà autore della rete del 3-0 battendo lo Stoccarda e farà un gol anche nella vittoria per 2-1 ai danni del Bayer Leverkusen. In tutto saranno 5 i gol segnati in 34 partite di Bundesliga.
Tornato in estate al PSV, va a segno l’11 settembre 2021 alla prima partita contro l’AZ Alkmaar (segnando il gol dello 0-3), dopo essere entrato in campo da mezz’ora. Sarà autore del gol del 2-1, battendo lo Sparta Rotterdam; la squadra batte anche il Vitesse Arnhem e Doan mette a segno la rete del 5-0, oltre a segnare un gol nelle vittorie per 4-1 ai danni del Utrecht e per 4-2 sconfiggendo il Willem II. Vince la KNVB beker, con una doppietta nella vittoria per 2-0 contro il Fortuna Sittard; inoltre, gioca nella finale vinta per 2-1 contro l'Ajax entrando in campo nel secondo tempo.

#### Friburgo
Il 5 luglio 2022 viene ceduto a titolo definitivo al Friburgo, in un'operazione complessiva da 8,5 milioni.

### Nazionale
Fa il proprio debutto nella Coppa d'Asia Under-16 del 2014, nella fase a gironi contro Hong Kong, realizzando anche una rete battendo la squadra avversaria per 2-0. Colleziona altre due presenze contro la Cina e l'Australia. La squadra esce ai quarti di finale, contro la Corea del Sud, a causa di una sconfitta per 2-0.
Nel giugno 2016 gioca con la Nazionale Under-19 in alcune partite amichevoli in Cina, segnando un gol battendo per 5-0 la Croazia, per poi giocare nella Coppa d'Asia Under-19, segnando un gol battendo per 4-0 il Tajikistan, e nella finale vinta contro l'Arabia Saudita a reti inviolate il Giappone prevale ai rigori per 5-3, uno dei quali messi a segno proprio da Doan. Nel maggio 2017 è convocato in Giappone Under-20 per il mondiale di categoria del 2017, durante il quale segna 3 gol in 4 partite, tutte disputate per intero, sarà lui a segnare il gol del 2-1 battendo il Sudafrica oltre alla doppietta contro l'Italia pareggiando per 2-2.
Il 30 agosto 2018 è convocato per la prima volta in nazionale maggiore in vista della Coppa Kirin del 2018. L'11 settembre debutta contro la Costa Rica in amichevole a Ōsaka (3-0 per i nipponici), mentre il primo gol lo segna nell'amichevole vinta per 4-3 contro l'Uruguay a Saitama il 16 ottobre. È convocato per la Coppa d'Asia 2019 negli Emirati Arabi Uniti. Il 9 gennaio 2019 segna un gol nella partita vinta per 3-2 contro il Turkmenistan ad Abu Dhabi. Il 24 gennaio risolve la gara dei quarti di finale contro il Vietnam segnando il gol del definitivo 1-0.
Viene selezionato nel 2021 per giocare nella Nazionale Olimpica, prima giocando in alcune amichevoli segnando una rete battendo per 6-0 il Ghana e per 4-0 la Giamaica, farà una doppietta vincendo contro l'Honduras per 3-1 e segnerà un gol pareggiando per 1-1 contro la Spagna, e successivamente per partecipare ai Giochi di Tokyo dove metterà a segno un rigore trasformato battendo il Messico per 2-1.
Durante la Coppa del Mondo Qatar 2022, il 23 novembre segna una rete nell'inaspettata vittoria per 2-1 contro la Germania, stesso risultato il 1 dicembre battendo ancora la favorita, la Spagna, dove Doan segna un altro gol.
Il 1º gennaio 2024 viene convocato per la Coppa d'Asia 2023, realizzando un assist ad Ayase Ueda nell'ultima sfida della fase ai gironi contro l'Indonesia (3-1) e segnando la rete del vantaggio nella vittoria, sempre per 3-1, contro il Bahrein.

## Statistiche

### Presenze e reti nei club
Statistiche aggiornate al 17 maggio 2023
| Stagione           | Squadra            | Campionato         | Campionato | Campionato | Coppe nazionali | Coppe nazionali | Coppe nazionali | Coppe continentali | Coppe continentali | Coppe continentali | Altre coppe | Altre coppe | Altre coppe | Totale | Totale | Totale |
| Stagione           | Squadra            | Comp               | Pres       | Reti       | Comp            | Pres            | Reti            | Comp               | Pres               | Reti               | Comp        | Pres        | Reti        | Pres   | Reti   |        |
| ------------------ | ------------------ | ------------------ | ---------- | ---------- | --------------- | --------------- | --------------- | ------------------ | ------------------ | ------------------ | ----------- | ----------- | ----------- | ------ | ------ | ------ |
| 2015               | Gamba Osaka        | J1                 | 2          | 0          | CI+CdL          | 0+1             | 0               | ACL                | 1                  | 0                  | SG          | -           | -           | 4      | 0      |        |
| 2016               | Gamba Osaka        | J1                 | 3          | 0          | CI+CdL          | 1+0             | 0               | ACL                | 1                  | 0                  | SG          | -           | -           | 5      | 0      |        |
| 2017               | Gamba Osaka        | J1                 | 10         | 3          | CI+CdL          | 0               | 0               | ACL                | 6                  | 1                  | -           | -           | -           | 16     | 4      |        |
| Totale Gamba Osaka | Totale Gamba Osaka | Totale Gamba Osaka | 15         | 3          |                 | 2               | 0               |                    | 8                  | 1                  |             | -           | -           | 25     | 4      |        |
| 2017-2018          | Groningen          | ED                 | 29         | 9          | CO              | 2               | 1               | -                  | -                  | -                  | -           | -           | -           | 31     | 10     |        |
| 2018-2019          | Groningen          | ED                 | 30+2       | 5+0        | CO              | 1               | 0               | -                  | -                  | -                  | -           | -           | -           | 33     | 5      |        |
| ago. 2019          | Groningen          | ED                 | 2          | 1          | -               | -               | -               | -                  | -                  | -                  | -           | -           | -           | 2      | 1      |        |
| Totale Groningen   | Totale Groningen   | Totale Groningen   | 63         | 15         |                 | 3               | 1               |                    | -                  | -                  |             | -           | -           | 66     | 16     |        |
| 2019-2020          | PSV                | ED                 | 19         | 2          | CO              | 2               | 0               | UEL                | 4                  | 0                  | -           | -           | -           | 25     | 2      |        |
| 2020-2021          | Arminia Bielefeld  | BL                 | 34         | 5          | CG              | 1               | 0               | -                  | -                  | -                  | -           | -           | -           | 35     | 5      |        |
| 2021-2022          | PSV                | ED                 | 24         | 8          | CO              | 5               | 2               | UCL+UEL+UECL       | 0+4+6              | 0+0+1              | SO          | 0           | 0           | 39     | 11     |        |
| Totale PSV         | Totale PSV         | Totale PSV         | 43         | 10         |                 | 7               | 2               |                    | 14                 | 1                  |             | -           | -           | 64     | 13     |        |
| 2022-2023          | Friburgo           | BL                 | 33         | 5          | CG              | 5               | 1               | UEL                | 7                  | 1                  | -           | -           | -           | 45     | 7      |        |
| 2023-2024          | Friburgo           | BL                 | 30         | 7          | CG              | 2               | 0               | UEL                | 10                 | 2                  | -           | -           | -           | 42     | 9      |        |
| 2024-2025          | Friburgo           | BL                 | 34         | 10         | CG              | 2               | 0               | -                  | -                  | -                  | -           | -           | -           | 36     | 10     |        |
| Totale Friburgo    | Totale Friburgo    | Totale Friburgo    | 97         | 22         |                 | 9               | 1               |                    | 17                 | 3                  | -           | -           | -           | 123    | 26     |        |
| Totale carriera    | Totale carriera    | Totale carriera    | 252        | 55         |                 | 22              | 4               |                    | 39                 | 5                  |             | 0           | 0           | 313    | 64     |        |

### Cronologia presenze e reti in nazionale
| Cronologia completa delle presenze e delle reti in nazionale ― Giappone | Cronologia completa delle presenze e delle reti in nazionale ― Giappone | Cronologia completa delle presenze e delle reti in nazionale ― Giappone | Cronologia completa delle presenze e delle reti in nazionale ― Giappone | Cronologia completa delle presenze e delle reti in nazionale ― Giappone | Cronologia completa delle presenze e delle reti in nazionale ― Giappone | Cronologia completa delle presenze e delle reti in nazionale ― Giappone | Cronologia completa delle presenze e delle reti in nazionale ― Giappone |
| Data                                                                    | Città                                                                   | In casa                                                                 | Risultato                                                               | Ospiti                                                                  | Competizione                                                            | Reti                                                                    | Note                                                                    |
| ----------------------------------------------------------------------- | ----------------------------------------------------------------------- | ----------------------------------------------------------------------- | ----------------------------------------------------------------------- | ----------------------------------------------------------------------- | ----------------------------------------------------------------------- | ----------------------------------------------------------------------- | ----------------------------------------------------------------------- |
| 11-9-2018                                                               | Ōsaka                                                                   | Giappone                                                                | 3 – 0                                                                   | Costa Rica                                                              | Amichevole                                                              | -                                                                       | 85’                                                                     |
| 12-10-2018                                                              | Niigata                                                                 | Giappone                                                                | 3 – 0                                                                   | Panama                                                                  | Amichevole                                                              | -                                                                       | 81’                                                                     |
| 16-10-2018                                                              | Saitama                                                                 | Giappone                                                                | 4 – 3                                                                   | Uruguay                                                                 | Amichevole                                                              | 1                                                                       |                                                                         |
| 16-11-2018                                                              | Ōita                                                                    | Giappone                                                                | 1 – 1                                                                   | Venezuela                                                               | Amichevole                                                              | -                                                                       | 78’                                                                     |
| 20-11-2018                                                              | Toyota                                                                  | Giappone                                                                | 4 – 0                                                                   | Kirghizistan                                                            | Amichevole                                                              | -                                                                       | 59’                                                                     |
| 9-1-2019                                                                | Abu Dhabi                                                               | Giappone                                                                | 3 – 2                                                                   | Turkmenistan                                                            | Coppa d'Asia 2019 - 1º turno                                            | 1                                                                       |                                                                         |
| 13-1-2019                                                               | Abu Dhabi                                                               | Oman                                                                    | 0 – 1                                                                   | Giappone                                                                | Coppa d'Asia 2019 - 1º turno                                            | -                                                                       | 36’ 84’                                                                 |
| 21-1-2019                                                               | Sharjah                                                                 | Giappone                                                                | 1 – 0                                                                   | Arabia Saudita                                                          | Coppa d'Asia 2019 - Ottavi di finale                                    | -                                                                       | 89’                                                                     |
| 24-1-2019                                                               | Dubai                                                                   | Vietnam                                                                 | 0 – 1                                                                   | Giappone                                                                | Coppa d'Asia 2019 - Quarti di finale                                    | 1                                                                       |                                                                         |
| 28-1-2019                                                               | al-'Ayn                                                                 | Iran                                                                    | 0 – 3                                                                   | Giappone                                                                | Coppa d'Asia 2019 - Semifinale                                          | -                                                                       | 89’                                                                     |
| 1-2-2019                                                                | Abu Dhabi                                                               | Giappone                                                                | 1 – 3                                                                   | Qatar                                                                   | Coppa d'Asia 2019 - Finale                                              | -                                                                       |                                                                         |
| 22-3-2019                                                               | Yokohama                                                                | Giappone                                                                | 0 – 1                                                                   | Colombia                                                                | Amichevole                                                              | -                                                                       | 71’                                                                     |
| 26-3-2019                                                               | Kobe                                                                    | Giappone                                                                | 1 – 0                                                                   | Bolivia                                                                 | Amichevole                                                              | -                                                                       | 62’                                                                     |
| 5-6-2019                                                                | Toyota                                                                  | Giappone                                                                | 0 – 0                                                                   | Trinidad e Tobago                                                       | Amichevole                                                              | -                                                                       | 71’                                                                     |
| 9-6-2019                                                                | Rifu                                                                    | Giappone                                                                | 2 – 0                                                                   | El Salvador                                                             | Amichevole                                                              | -                                                                       |                                                                         |
| 5-9-2019                                                                | Kashima                                                                 | Giappone                                                                | 2 – 0                                                                   | Paraguay                                                                | Amichevole                                                              | -                                                                       | 46’                                                                     |
| 10-9-2019                                                               | Yangon                                                                  | Birmania                                                                | 0 – 2                                                                   | Giappone                                                                | Qual. Mondiali 2022                                                     | -                                                                       | 66’                                                                     |
| 15-10-2019                                                              | Dushanbe                                                                | Tagikistan                                                              | 0 – 3                                                                   | Giappone                                                                | Qual. Mondiali 2022                                                     | -                                                                       |                                                                         |
| 9-10-2020                                                               | Utrecht                                                                 | Giappone                                                                | 0 – 0                                                                   | Camerun                                                                 | Amichevole                                                              | -                                                                       | 65’                                                                     |
| 13-10-2020                                                              | Utrecht                                                                 | Giappone                                                                | 1 – 0                                                                   | Costa d'Avorio                                                          | Amichevole                                                              | -                                                                       | 85’                                                                     |
| 2-9-2021                                                                | Suita                                                                   | Giappone                                                                | 0 – 1                                                                   | Oman                                                                    | Qual. Mondiali 2022                                                     | -                                                                       | 63’                                                                     |
| 27-1-2022                                                               | Saitama                                                                 | Giappone                                                                | 2 – 0                                                                   | Cina                                                                    | Qual. Mondiali 2022                                                     | -                                                                       | 85’                                                                     |
| 2-6-2022                                                                | Sapporo                                                                 | Giappone                                                                | 4 – 1                                                                   | Paraguay                                                                | Amichevole                                                              | -                                                                       | 71’                                                                     |
| 6-6-2022                                                                | Tokyo                                                                   | Giappone                                                                | 0 – 1                                                                   | Brasile                                                                 | Amichevole                                                              | -                                                                       | 73’                                                                     |
| 10-6-2022                                                               | Kobe                                                                    | Giappone                                                                | 4 – 1                                                                   | Ghana                                                                   | Amichevole                                                              | -                                                                       | 69’                                                                     |
| 14-6-2022                                                               | Suita                                                                   | Giappone                                                                | 0 – 3                                                                   | Tunisia                                                                 | Amichevole                                                              | -                                                                       | 71’                                                                     |
| 23-9-2022                                                               | Düsseldorf                                                              | Giappone                                                                | 2 – 0                                                                   | Stati Uniti                                                             | Amichevole                                                              | -                                                                       | 68’                                                                     |
| 27-9-2022                                                               | Düsseldorf                                                              | Giappone                                                                | 0 – 0                                                                   | Ecuador                                                                 | Amichevole                                                              | -                                                                       | 83’                                                                     |
| 17-11-2022                                                              | Dubai                                                                   | Giappone                                                                | 1 – 2                                                                   | Canada                                                                  | Amichevole                                                              | -                                                                       | 46’                                                                     |
| 23-11-2022                                                              | Al Rayyan                                                               | Germania                                                                | 1 – 2                                                                   | Giappone                                                                | Mondiali 2022 - 1º turno                                                | 1                                                                       | 71’                                                                     |
| 27-11-2022                                                              | Al Rayyan                                                               | Giappone                                                                | 0 – 1                                                                   | Costa Rica                                                              | Mondiali 2022 - 1º turno                                                | -                                                                       | 67’                                                                     |
| 1-12-2022                                                               | Al Rayyan                                                               | Giappone                                                                | 2 – 1                                                                   | Spagna                                                                  | Mondiali 2022 - 1º turno                                                | 1                                                                       | 46’                                                                     |
| 5-12-2022                                                               | Al Wakrah                                                               | Giappone                                                                | 1 – 1 dts (1 – 3 dtr)                                                   | Croazia                                                                 | Mondiali 2022 - Ottavi di finale                                        | -                                                                       | 87’                                                                     |
| 24-3-2023                                                               | Tokyo                                                                   | Giappone                                                                | 1 – 1                                                                   | Uruguay                                                                 | Amichevole                                                              | -                                                                       | 61’                                                                     |
| 28-3-2023                                                               | Ōsaka                                                                   | Giappone                                                                | 1 – 2                                                                   | Colombia                                                                | Amichevole                                                              | -                                                                       | 54’                                                                     |
| 15-6-2023                                                               | Toyota                                                                  | Giappone                                                                | 6 – 0                                                                   | El Salvador                                                             | Amichevole                                                              | 1                                                                       | 64’                                                                     |
| 20-6-2023                                                               | Suita                                                                   | Giappone                                                                | 4 – 1                                                                   | Perù                                                                    | Amichevole                                                              | -                                                                       | 70’                                                                     |
| 9-9-2023                                                                | Wolfsburg                                                               | Germania                                                                | 1 – 4                                                                   | Giappone                                                                | Amichevole                                                              | -                                                                       | 84’                                                                     |
| 12-9-2023                                                               | Genk                                                                    | Giappone                                                                | 4 – 2                                                                   | Turchia                                                                 | Amichevole                                                              | -                                                                       | 46’                                                                     |
| 16-11-2023                                                              | Suita                                                                   | Giappone                                                                | 5 – 0                                                                   | Birmania                                                                | Qual. Mondiali 2026                                                     | 1                                                                       |                                                                         |
| 21-11-2023                                                              | Gedda                                                                   | Siria                                                                   | 0 – 5                                                                   | Giappone                                                                | Qual. Mondiali 2026                                                     | -                                                                       | 76’                                                                     |
| 1-1-2024                                                                | Tokyo                                                                   | Giappone                                                                | 5 – 0                                                                   | Thailandia                                                              | Amichevole                                                              | -                                                                       | 46’                                                                     |
| 14-1-2024                                                               | Doha                                                                    | Giappone                                                                | 4 – 2                                                                   | Vietnam                                                                 | Coppa d'Asia 2023 - 1º turno                                            | -                                                                       | 63’                                                                     |
| 19-1-2024                                                               | Al Rayyan                                                               | Iraq                                                                    | 2 – 1                                                                   | Giappone                                                                | Coppa d'Asia 2023 - 1º turno                                            | -                                                                       | 61’                                                                     |
| 24-1-2024                                                               | Doha                                                                    | Giappone                                                                | 3 – 1                                                                   | Indonesia                                                               | Coppa d'Asia 2023 - 1º turno                                            | -                                                                       | 86’                                                                     |
| 31-1-2024                                                               | Doha                                                                    | Bahrein                                                                 | 1 – 3                                                                   | Giappone                                                                | Coppa d'Asia 2023 - Ottavi di finale                                    | 1                                                                       | 80’                                                                     |
| 3-2-2024                                                                | Al Rayyan                                                               | Iran                                                                    | 2 – 1                                                                   | Giappone                                                                | Coppa d'Asia 2023 - Quarti di finale                                    | -                                                                       | 90+8’                                                                   |
| 21-3-2024                                                               | Tokyo                                                                   | Giappone                                                                | 1 – 0                                                                   | Corea del Nord                                                          | Qual. Mondiali 2026                                                     | -                                                                       | 73’                                                                     |
| 6-6-2024                                                                | Yangon                                                                  | Birmania                                                                | 0 – 5                                                                   | Giappone                                                                | Qual. Mondiali 2026                                                     | 1                                                                       | 46’                                                                     |
| 11-6-2024                                                               | Hiroshima                                                               | Giappone                                                                | 5 – 0                                                                   | Siria                                                                   | Qual. Mondiali 2026                                                     | 1                                                                       |                                                                         |
| 5-9-2024                                                                | Saitama                                                                 | Giappone                                                                | 7 – 0                                                                   | Cina                                                                    | Qual. Mondiali 2026                                                     | -                                                                       | 63’                                                                     |
| 10-9-2024                                                               | Riffa                                                                   | Bahrein                                                                 | 0 – 5                                                                   | Giappone                                                                | Qual. Mondiali 2026                                                     | -                                                                       | 46’                                                                     |
| 10-10-2024                                                              | Gedda                                                                   | Arabia Saudita                                                          | 0 – 2                                                                   | Giappone                                                                | Qual. Mondiali 2026                                                     | -                                                                       | 88’                                                                     |
| 15-10-2024                                                              | Saitama                                                                 | Giappone                                                                | 1 – 1                                                                   | Australia                                                               | Qual. Mondiali 2026                                                     | -                                                                       | 62’                                                                     |
| 15-11-2024                                                              | Giacarta                                                                | Indonesia                                                               | 0 – 4                                                                   | Giappone                                                                | Qual. Mondiali 2026                                                     | -                                                                       | 62’                                                                     |
| 20-3-2025                                                               | Saitama                                                                 | Giappone                                                                | 2 – 0                                                                   | Bahrein                                                                 | Qual. Mondiali 2026                                                     | -                                                                       | 63’                                                                     |
| 25-3-2025                                                               | Saitama                                                                 | Giappone                                                                | 0 – 0                                                                   | Arabia Saudita                                                          | Qual. Mondiali 2026                                                     | -                                                                       | 62’                                                                     |
| Totale                                                                  |                                                                         | Presenze                                                                | 57                                                                      |                                                                         | Reti                                                                    | 10                                                                      |                                                                         |

| Cronologia completa delle presenze e delle reti in nazionale ― Giappone Olimpica | Cronologia completa delle presenze e delle reti in nazionale ― Giappone Olimpica | Cronologia completa delle presenze e delle reti in nazionale ― Giappone Olimpica | Cronologia completa delle presenze e delle reti in nazionale ― Giappone Olimpica | Cronologia completa delle presenze e delle reti in nazionale ― Giappone Olimpica | Cronologia completa delle presenze e delle reti in nazionale ― Giappone Olimpica | Cronologia completa delle presenze e delle reti in nazionale ― Giappone Olimpica | Cronologia completa delle presenze e delle reti in nazionale ― Giappone Olimpica |
| Data                                                                             | Città                                                                            | In casa                                                                          | Risultato                                                                        | Ospiti                                                                           | Competizione                                                                     | Reti                                                                             | Note                                                                             |
| -------------------------------------------------------------------------------- | -------------------------------------------------------------------------------- | -------------------------------------------------------------------------------- | -------------------------------------------------------------------------------- | -------------------------------------------------------------------------------- | -------------------------------------------------------------------------------- | -------------------------------------------------------------------------------- | -------------------------------------------------------------------------------- |
| 22-7-2021                                                                        | Chōfu                                                                            | Giappone                                                                         | 1 – 0                                                                            | Sudafrica                                                                        | Olimpiadi 2020 - 1º turno                                                        | -                                                                                | 57’ 85’                                                                          |
| 25-7-2021                                                                        | Saitama                                                                          | Giappone                                                                         | 2 – 1                                                                            | Messico                                                                          | Olimpiadi 2020 - 1º turno                                                        | 1                                                                                | 80’                                                                              |
| 28-7-2021                                                                        | Yokohama                                                                         | Francia                                                                          | 0 – 4                                                                            | Giappone                                                                         | Olimpiadi 2020 - 1º turno                                                        | -                                                                                | 72’                                                                              |
| 31-7-2021                                                                        | Kashima                                                                          | Giappone                                                                         | 0 – 0 dts (4 – 2 dtr)                                                            | Nuova Zelanda                                                                    | Olimpiadi 2020 - Quarti di finale                                                | -                                                                                | 105’                                                                             |
| 3-8-2021                                                                         | Saitama                                                                          | Giappone                                                                         | 0 – 1 dts                                                                        | Spagna                                                                           | Olimpiadi 2020 - Semifinale                                                      | -                                                                                | 90’                                                                              |
| 6-8-2021                                                                         | Saitama                                                                          | Messico                                                                          | 3 – 1                                                                            | Giappone                                                                         | Olimpiadi 2020 - Finale 3º posto                                                 | -                                                                                |                                                                                  |
| Totale                                                                           |                                                                                  | Presenze                                                                         | 6                                                                                |                                                                                  | Reti                                                                             | 1                                                                                |                                                                                  |

| Cronologia completa delle presenze e delle reti in nazionale ― Giappone under 23 | Cronologia completa delle presenze e delle reti in nazionale ― Giappone under 23 | Cronologia completa delle presenze e delle reti in nazionale ― Giappone under 23 | Cronologia completa delle presenze e delle reti in nazionale ― Giappone under 23 | Cronologia completa delle presenze e delle reti in nazionale ― Giappone under 23 | Cronologia completa delle presenze e delle reti in nazionale ― Giappone under 23 | Cronologia completa delle presenze e delle reti in nazionale ― Giappone under 23 | Cronologia completa delle presenze e delle reti in nazionale ― Giappone under 23 |
| Data                                                                             | Città                                                                            | In casa                                                                          | Risultato                                                                        | Ospiti                                                                           | Competizione                                                                     | Reti                                                                             | Note                                                                             |
| -------------------------------------------------------------------------------- | -------------------------------------------------------------------------------- | -------------------------------------------------------------------------------- | -------------------------------------------------------------------------------- | -------------------------------------------------------------------------------- | -------------------------------------------------------------------------------- | -------------------------------------------------------------------------------- | -------------------------------------------------------------------------------- |
| 17-11-2019                                                                       | Hiroshima                                                                        | Giappone under 23                                                                | 0 – 2                                                                            | Colombia under 23                                                                | Amichevole                                                                       | -                                                                                | 83’                                                                              |
| 5-6-2021                                                                         | Fukuoka                                                                          | Giappone under 23                                                                | 6 – 0                                                                            | Ghana under 23                                                                   | Amichevole                                                                       | 1                                                                                | 67’                                                                              |
| 12-6-2021                                                                        | Toyota                                                                           | Giappone under 23                                                                | 4 – 0                                                                            | Giamaica under 23                                                                | Amichevole                                                                       | 1                                                                                | 75’                                                                              |
| 12-7-2021                                                                        | Ōsaka                                                                            | Giappone under 23                                                                | 3 – 1                                                                            | Honduras under 23                                                                | Amichevole                                                                       | 2                                                                                |                                                                                  |
| 17-7-2021                                                                        | Kōbe                                                                             | Giappone under 23                                                                | 1 – 1                                                                            | Spagna under 23                                                                  | Amichevole                                                                       | 1                                                                                | 46’                                                                              |
| Totale                                                                           |                                                                                  | Presenze                                                                         | 5                                                                                |                                                                                  | Reti                                                                             | 5                                                                                |                                                                                  |

## Palmarès

### Club

#### Competizioni nazionali
- Supercoppa del Giappone: 1

Gamba Osaka: 2015
- Coppa dell'Imperatore: 1

Gamba Osaka: 2015
- Supercoppa dei Paesi Bassi: 1

PSV: 2021
- Coppa dei Paesi Bassi: 1

PSV: 2021-2022

### Nazionale
- Coppa d'Asia Under-19: 1

2016